# Rosen Peak
Rosen Peak är en bergstopp i Antarktis. Den ligger i Västantarktis. Chile gör anspråk på området. Toppen på Rosen Peak är 1 220 meter över havet, eller 249 meter över den omgivande terrängen. Bredden vid basen är 7,7 km.
Terrängen runt Rosen Peak är huvudsakligen kuperad. Trakten är obefolkad. Det finns inga samhällen i närheten.